# Heinrich von Antwerpen
Heinrich von Antwerpen (latinisiert Henricus de Antwerpe;  † nach 1227) war angeblich der Verfasser des Tractatus de urbe Brandenburg. Er soll mit dem Prior im Domkapitel Brandenburg von 1216 bis 1227 identisch gewesen sein. Seine Identität ist unklar.

## Angeblicher Autor des Tractatus
In einer erweiterten Fassung des Tractatus de urbe Brandenburg, die um 1260/70 verfasst wurde, wurde ein Henricus dictus de Antwerpe (Heinrich, genannt von Antwerpen) als Autor genannt. 
Die frühere (Weimarer) Fassung von um 1230, die kürzlich neu entdeckt wurde, erwähnt ihn nicht als solchen.
In der späteren (Magdeburger) Fassung wird er als Prior im Domstift Brandenburg unter Dompropst Alberich bezeichnet, der in jungen Jahren (als Ephebe) die Chronik verfasst habe. Ein Prior Heinrich ist zwischen 1216 und 1227 bezeugt, allerdings ohne einen Namenszusatz.
Die Behauptung, dieser Heinrich sei der Autor gewesen, wirft einige Fragen auf.
Wenn er in jungen Jahren den Tractatus geschrieben haben soll, müsste er 1227 etwa 75 Jahre oder älter gewesen sein. Dass ausgerechnet ein junger Schüler und nicht ein älterer Domherr eine solch wichtige Chronik in qualitativ hochwertigem Latein geschrieben haben soll, bleibt fraglich.
Christina Meckelnborg vermutet eine Behauptung eines angeblichen Zeitzeugen zur Bekräftigung der Ansprüche der späteren Fassungen des Traktats von um 1230. Möglich wäre aber eine Beteiligung an der überarbeiteten Fassung vor 1230.

## Domprior Heinrich
Zwischen 1216 und 1227 wurde in sechs Urkunden ein Heinricus prior als Zeuge genannt, allerdings ohne einen Namenszusatz. 1230 wurde erstmals ein anderer Prior erwähnt.
Für die Jahre 1197, 1204 und 1209 wurde ein Domherr Heinricus genannt, 1207 ein Custos, 1209 ein camerarius (Kämmerer). Ob und welche dieser Personen mit dem späteren Prior identisch waren, lässt sich nicht mehr feststellen.

## Denkmal in der Berliner Siegesallee

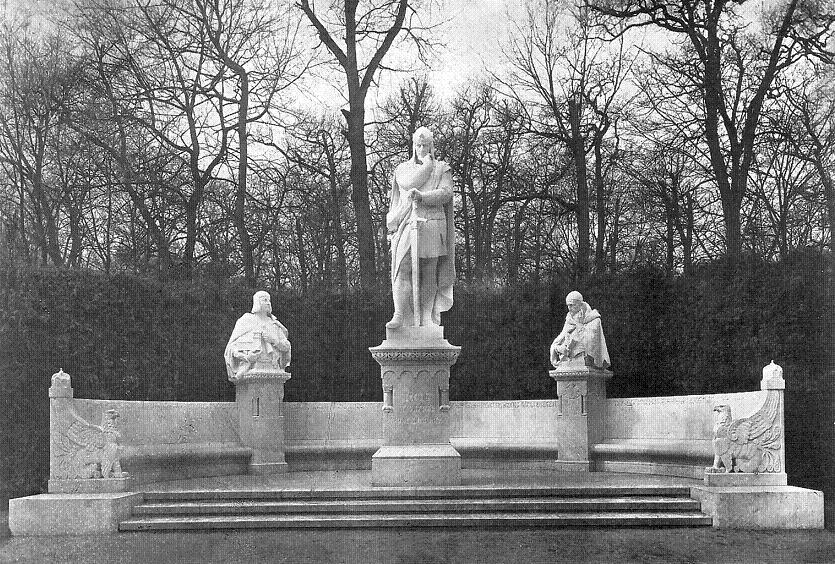
Denkmal Heinrichs von Antwerpen (rechts) neben Otto II.

Für die Berliner Siegesallee gestaltete der Bildhauer Joseph Uphues eine Büste Heinrichs von Antwerpen in der Denkmalgruppe 3, die am 22. März 1899 enthüllt wurde. Die Büste war eine der beiden Seitenfiguren zu dem zentralen Standbild für Otto II., dem dritten Markgrafen und Enkel Albrechts des Bären. Die Arbeit Heinrichs als Historiker unterstrich Uphues, indem er die Figur mit einem Folianten und einer Feder ausstattete. Die Kleidung weist ihn als Geistlichen aus. Die Physiognomie ist betont individuell gestaltet und zeigt einen greisen Mann mit nachdenklichem Gesichtsausdruck. Sehr wahrscheinlich lehnte Uphues die Physiognomie an den damals achtzigjährigen Historiker Theodor Mommsen an, jedenfalls ist laut Uta Lehnert die Ähnlichkeit „wohl nicht zufällig“.